# ایراسکچ
ایراسکچ (به انگلیسی: EarSketch) یک محیط رایگان برنامه‌نویسی آموزشی است. هدف اصلی ایراسکچ، آموزش کدنویسی با دو زبان بسیار رایج یعنی پایتون و نیز جاوااسکریپت، آن هم از طریق ساخت قطعات موسیقی و ریمیکس آن است. این محیط آموزشی توسط مؤسسه فناوری ماساچوست طراحی شده‌است.
ایراسکچ مبتنی بر وب است و این بدان معناست که کاربر می‌تواند بدون نصب این برنامه، فقط با استفاده از مرورگر اینترنتی به آن دسترسی داشته باشد. برای ایجاد پروژه یا مشاهده پروژه‌های موجود، نیازی به داشتن حساب کاربری در این تارنما نیست.
محیط ایراسکچ دارای چندین مؤلفه مختلف است که عبارتند از: طرح درس، ایستگاه کار دیجتال صوتی، ویرایشگر کد و کنسول و نیز یک مرورگر صدا. ایراسکچ از سال ۲۰۱۱ در دسترس عموم قرار گرفته‌است.